# Apamea nepalensis
Apamea nepalensis là một loài bướm đêm trong họ Noctuidae.